# Le Voyage de Maryam
Pour plus de détails, voir Fiche technique et Distribution.
Le Voyage de Maryam est un film français réalisé par Sepideh Farsi, sorti en 2003.

## Synopsis
En vue à la première personne, Maryam cherche son père dans les rues de Téhéran.

## Fiche technique
- Titre : Le Voyage de Maryam
- Réalisation : Sepideh Farsi
- Scénario : Sepideh Farsi
- Musique : Ardeshir Kamkar
- Photographie : Sepideh Farsi et Jean-Jacques Mrejen
- Montage : Bonita Papastathi
- Production : Javad Djavahery
- Société de production : Rêves d'Eau Productions
- Société de distribution : Rêves d'Eau Productions (France)
- Pays de production :  France
- Genre : Docufiction
- Durée : 80 minutes
- Date de sortie : 
  - France : 11 juin 2003

## Distribution
- Hassan Ghazi : Le père
- Sepideh Farsi : Maryam
- Bita Fayazi : la sculptrice
- Khosro Hassanzadeh : le peintre
- Mohammad Mohadessin : un ami du père
- Hassan Mahdavi : voisin 1
- Jamal Najm-Araghi : voisin 2

## Accueil
Vincent Ostria pour L'Humanité compare le film avec certaines œuvres d'Abbas Kiarostami et évoque la capacité des Iraniens à « les Iraniens, à fabuler, à échafauder un univers romanesque à partir de trois fois rien ».
Jean-Michel Frodon pour Le Monde estime que « l'extrême sophistication du dispositif finit par le limiter, empêchant qu'on prenne à cœur la sincérité du lien émotionnel supposé exister entre le personnage de Maryam et son père, son passé, sa ville perdue et retrouvée ». Studio Magazine qualifie le film de « lassant ».